# Ferdinand Seidl
Ferdinand Seidl, pseudonym Kurt Rudolf (12. ledna 1875 Kožlany – 6. července 1915 Lublin), byl rakouský novinář a politik německé národnosti ze Slezska, na počátku 20. století poslanec Říšské rady.

## Biografie
Pocházel z rodiny krejčího. Vystudoval obchodní akademii ve Vídni a po několik let působil jako soukromý úředník. Od roku 1899 byl aktivní jako novinář. Vedl redakci listu Deutsche Nordmährerblatt v Olomouci. Od roku 1905 žil v Opavě. Zde byl šéfredaktorem listu Deutschen Wehr. Od roku 1906 byl vlastníkem a vydavatelem tiskového orgánu Německé dělnické strany Die Neue Zeit, který se profiloval nacionalisticky a ostře vystupoval proti sociální demokracii.
Od roku 1909 zasedal v městské radě v Opavě. Předsedal Německé dělnické straně v Slezsku. Byl předsedou Německého spolku pro Slezsko a Svazu německých dělníků v Opavě.
Na počátku 20. století se zapojil i do celostátní politiky. Ve volbách do Říšské rady roku 1911 se stal poslancem Říšské rady (celostátní zákonodárný sbor) za obvod Slezsko 7. Usedl do poslanecké frakce Německá dělnická strana. Profesně se uvádí k roku 1911 jako redaktor. V Říšské radě byl dvakrát zvolen do rakousko-uherských delegací.
Na počátku světové války dobrovolně narukoval do armády. V Opavě absolvoval školu pro rezervní důstojníky. Padl krátce po příchodu na frontu roku 1915 poblíž Lublinu v tehdejším Rusku.
Jeho syn Kurt Seidl byl hudebním skladatelem, další syn Walter Seidl byl spisovatelem a novinářem.